# Vauxhall Cavalier
Vom Vauxhall Cavalier gab es drei Generationen:
- Vauxhall Cavalier Mk. 1 1975–1981, siehe: Opel Ascona B und Opel Manta B
- Vauxhall Cavalier Mk. 2 1981–1988, siehe: Opel Ascona C
- Vauxhall Cavalier Mk. 3 1988–1995, siehe: Opel Vectra A

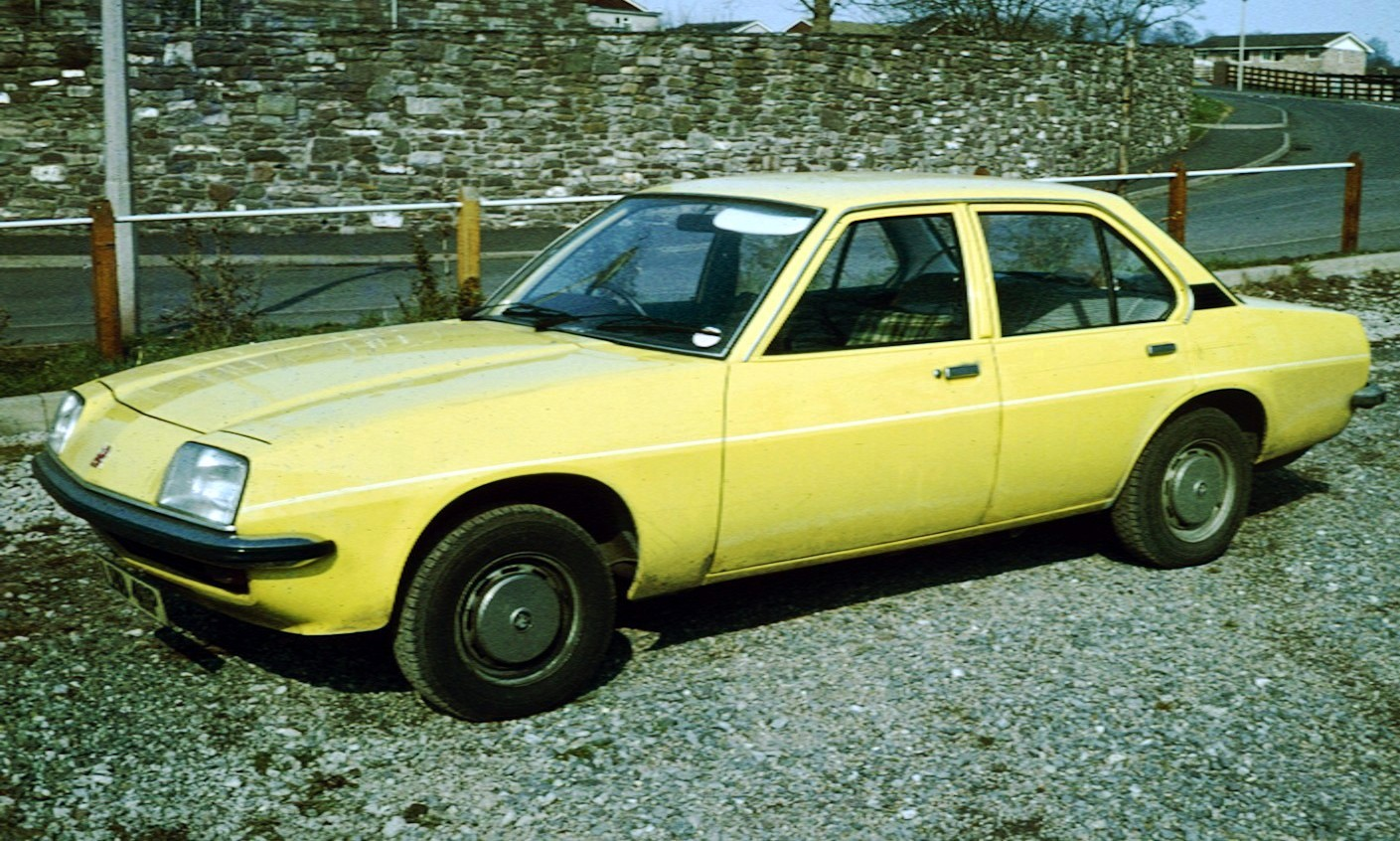
Vauxhall Cavalier Mk. 1 (1976)
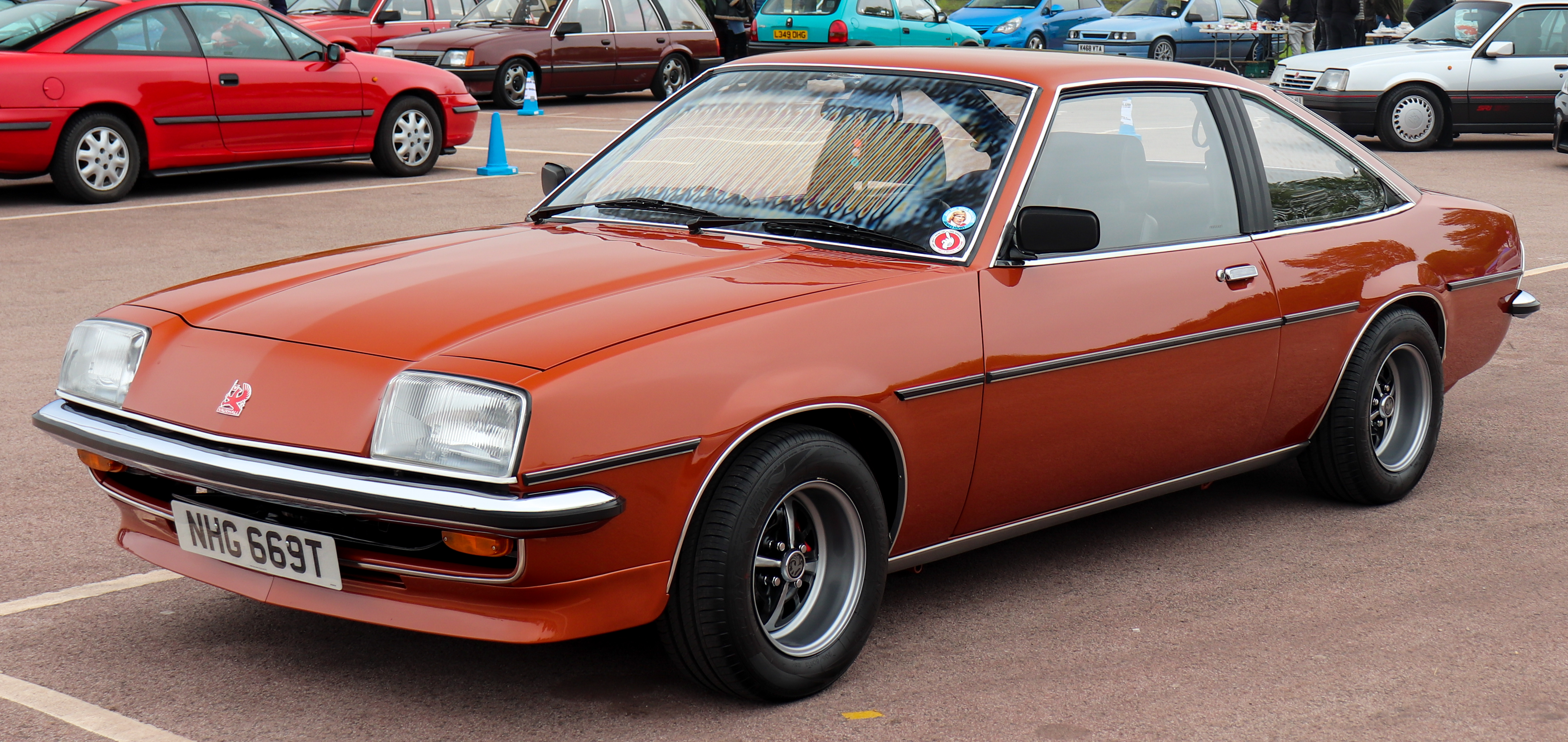
Vauxhall Cavalier Mk. 1 Coupe (1979)

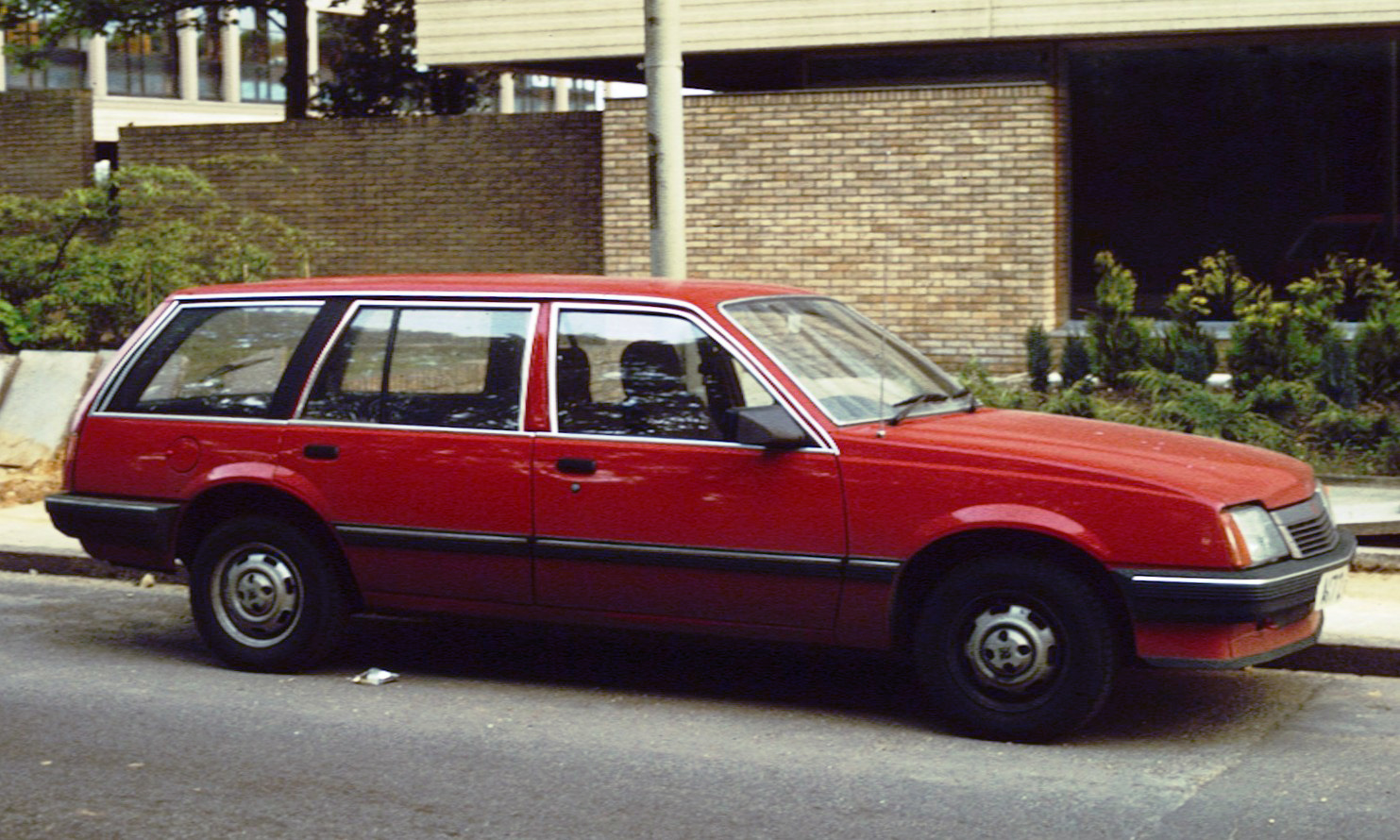
Vauxhall Cavalier Mk. 2 Estate (1983)
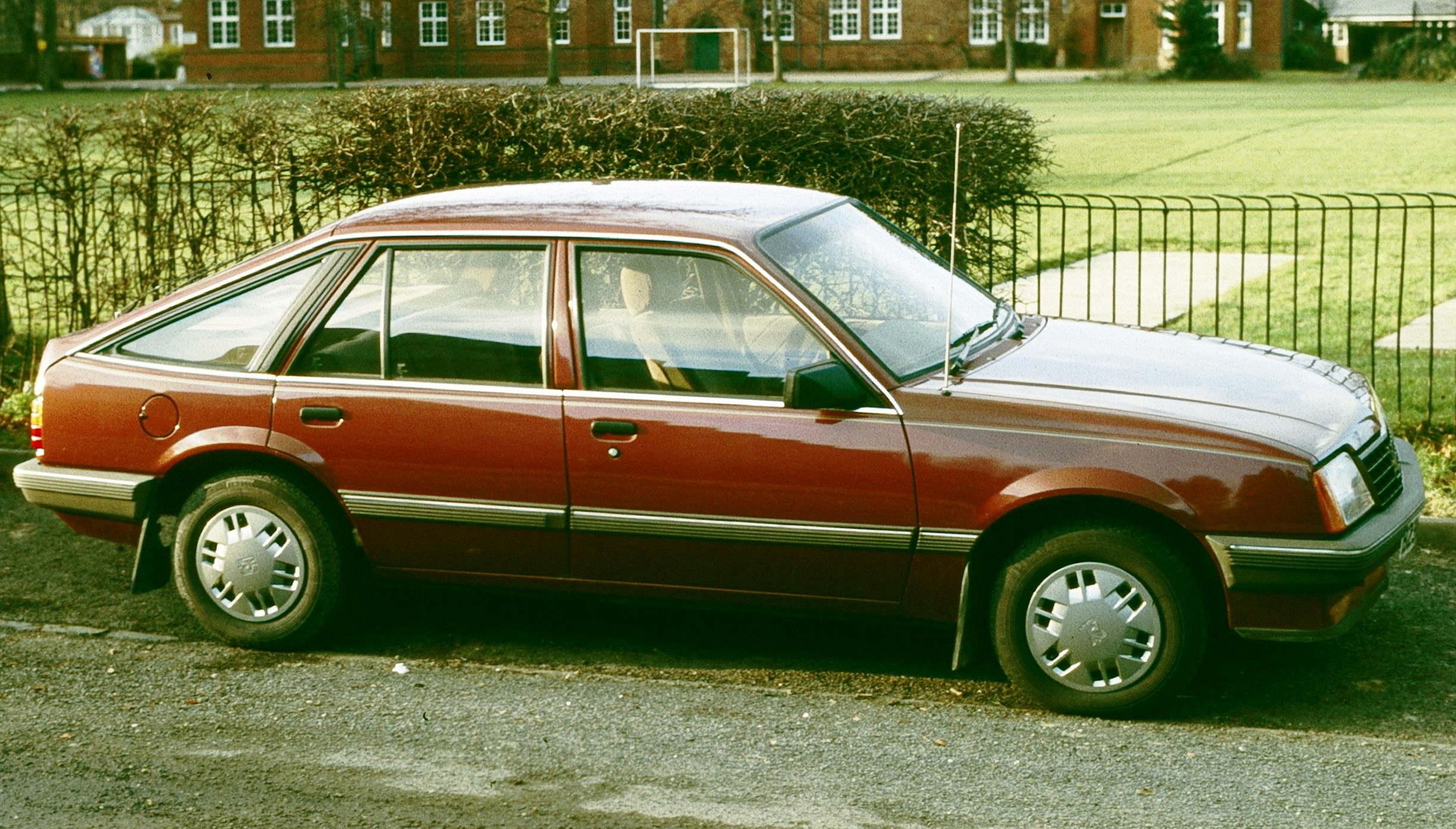
Vauxhall Cavalier Mk. 2 Hatchback West (1985)
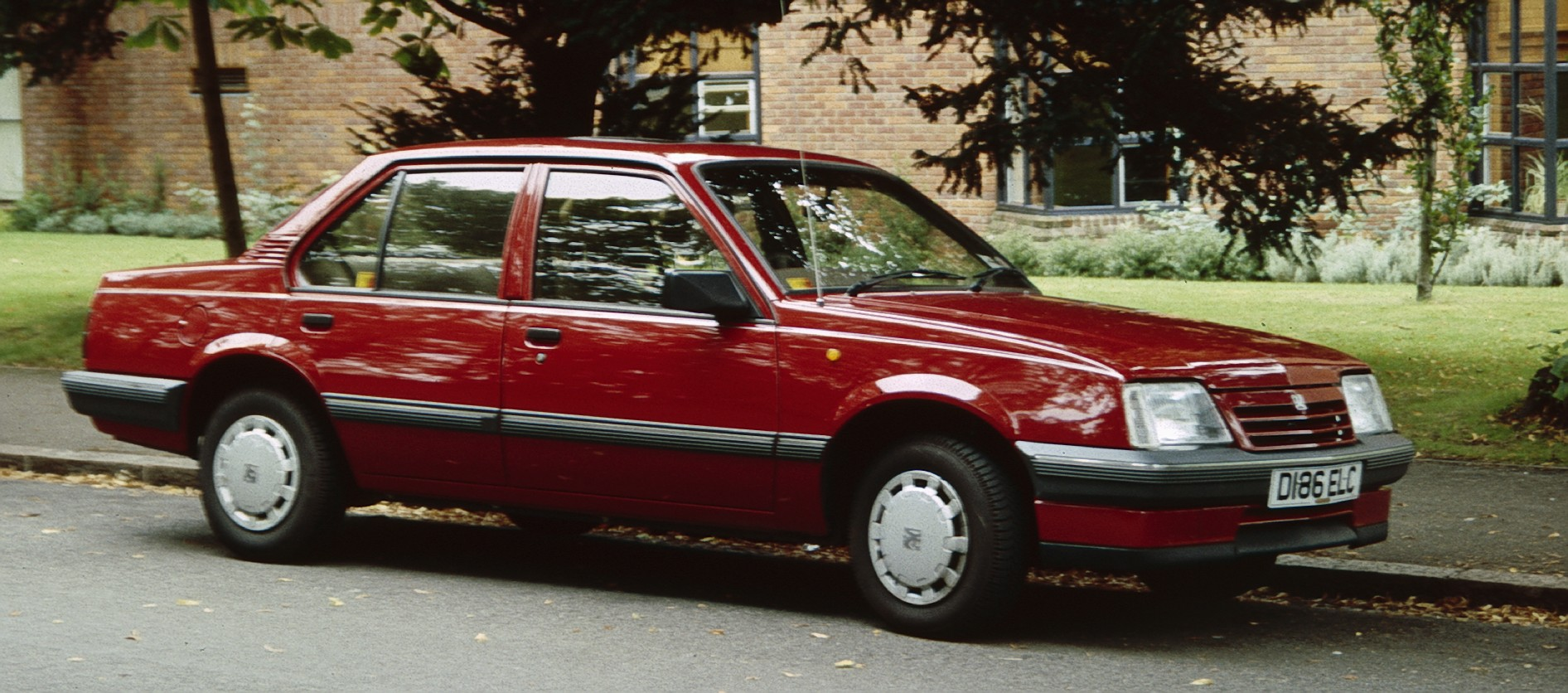
Vauxhall Cavalier Mk. 2 (1988)

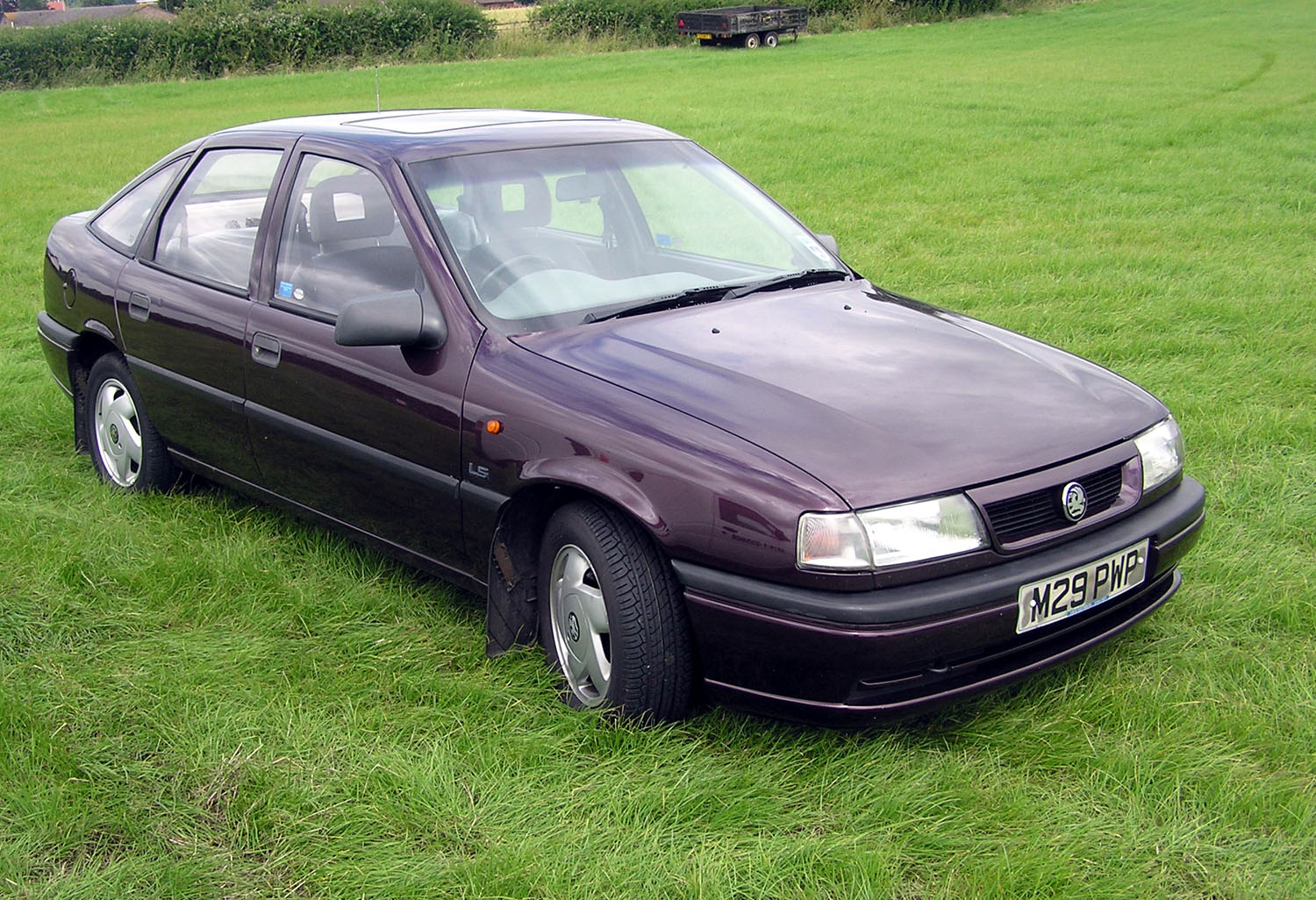
Vauxhall Cavalier Mk. 3 LS (1994)